# 498

## Nașteri
- dată necunoscută: Chlothar I  (d. 561)
- dată necunoscută: Amalasuntha  (d. 535)

## Decese
- 19 noiembrie: Papa Anastasie al II-lea  (n. ?)